# Royon (digue)
Pour les articles homonymes, voir Royon (homonymie).

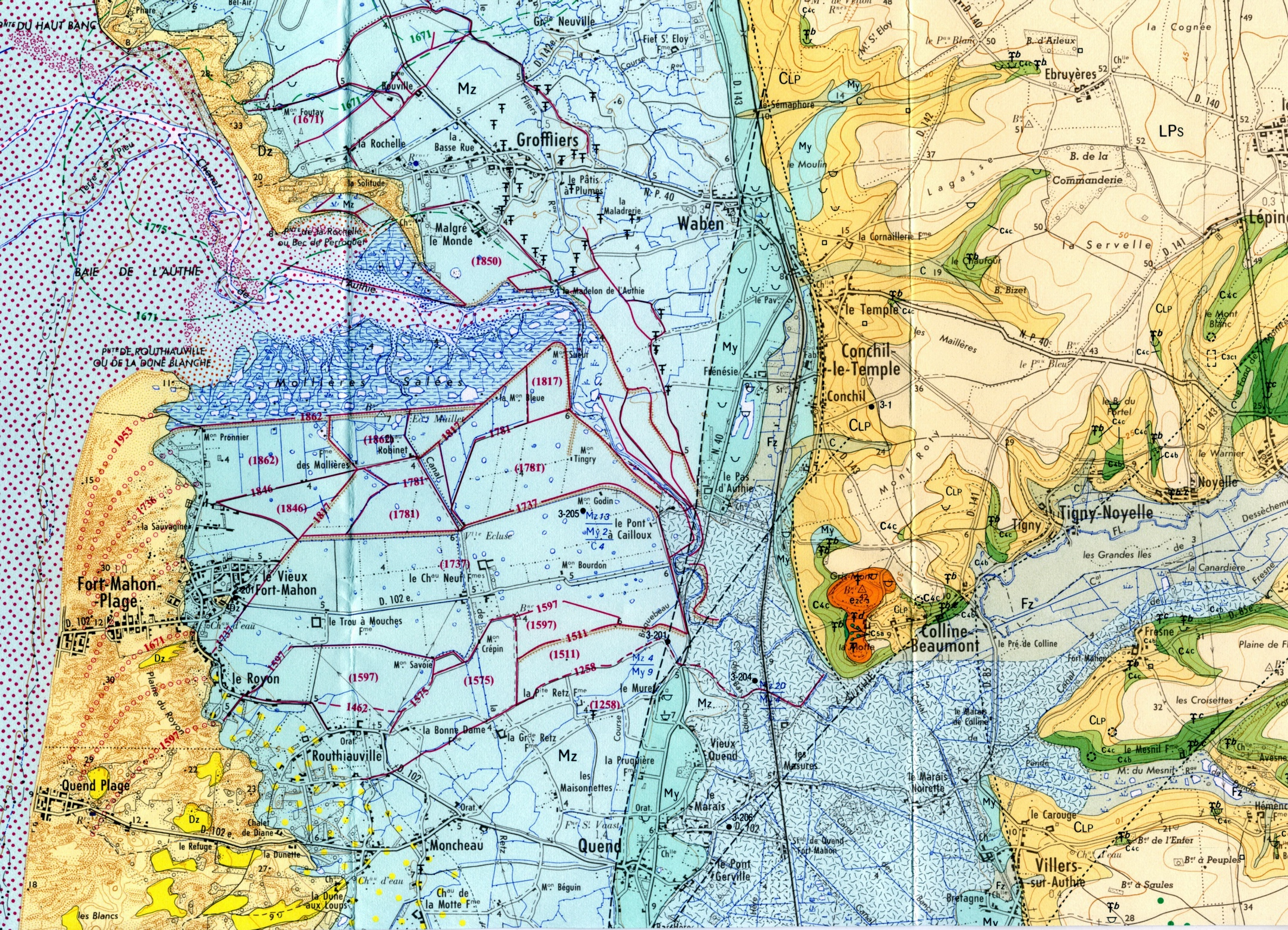
Carte des royons ou digues de rencloture en Marquenterre (en rouge avec leur année de création)

Dans le Marquenterre et les baies de Somme, Authie et Canche, les royons, sont des digues construites pour gagner des terres sur la mer. Ces digues étaient aussi appelées alors relais de mer, enclôtures, ou renclôtures.
Ces renclôtures sont à rapprocher des polders des Pays-Bas. Leur nom perdure dans les chemins ou routes de la région construits sur ces digues. 

## Historique
Très tôt, l'homme a essayé de maîtriser ce phénomène et de gagner des terrains sur la mer par le biais de la construction de digues localement appelées royons délimitant de nouveaux terrains appelés 'renclotures' (équivalent des polders). À chaque nouvelle digue, l'ancienne devenait inutile et voyait son rôle réduit à celui de chemin tel qu'on en retrouve encore parfois très à l'intérieur des terres :
- relais antérieurs à la création de la commune de Marquenterre (1199) :
  - les premiers ont vraisemblablement été repris dans la région de Froise,
  - 1163 endiguement de la Petite Retz au Muret entre les pouliers de Routhiauville et de Monchaux,

- relais de mer et enclos par la commune de Marquenterre :
  - 1258, molière de la Blanquetaque (Blanche Tache),
  - 1462, molière Jean Gruber(t), maire de Marquenterre,
  - 1511, molière de la Briqueterie,
  - 1511, molière Bellevue,
  - 1530, molière Graveron,
  - 1563, molière de l'Église,
  - 1575, molière engagée,
  - 1575, molière de la Retz,
  - 1597, molière neuve de Routhiauville, ou Grande Molière, ou des Bourgeois-jurés, limitée par le Royon battant en mer, long de 6 km
  - 1790, premières maison de Fort-Mahon (en souvenir de la victoire du 27 juin 1756 au siège de Fort-Mahon dans l'île de Minorque).

- relais de mer concédés  par l'État :
  - 1737, renclôture de Chateauneuf (digue de 8 km),
  - 1781, renclôture de Lormoy,
  - 1817, renclôture Choquart, et de la Houplière,
  - 1846, renclôtures diverses: digue du Corps de Garde.

- renclôtures de l'ancien estuaire de Favières :
  - 1742, renclôture des Essarts détruite fin XVIIIe siècle,
  - 1773, renclôture de Nointel ou Noyelles, détruite fin XVIIIe,
  - 1782, renclôture de Crotoy et de Favières,
  - 1786, renclôture de Morlay, détruite en 1786,
  - 1861, renclôture Elluin sur celle de Nointel,
  - 1865, Bassin de chasse du Crotoy,
  - 1911, renclôture de la compagnie du Nord,

## Répartition[3],[4]
Les digues qui ont permis de gagner ce terrain sur la mer ont soit persisté avec leur nom, soit donné leur nom aux voies qui suivent le même tracé :
- rues du royon 'Hugues', 'Vert', 'Cardon' à  La Caloterie, 62170.
- rue du royon 'Luminaire' à  Favières 80120.
- rues du royon 'des Gros-Veaux', 'Pierre Jacques', 'de la Molière', 'des Places', 'de la Ville', à 62600 Groffliers.
- le royon 'des Planques', à Verton 62600,
- la digue 'les Robions' au sud de Berck 62600, maintenant disparue, figurait sur la carte de Cassini.

Si par malheur, une de ces digues se rompait de manière chronique, on assistait à la formation d'un 'hable' (cours d'eau de mer). Une fois la digue réparée, il fallait construire un système de drainage avec des canaux ou 'nocs' au-dessus du niveau de la mer.